# Thrypticomyia bigeminata
Thrypticomyia bigeminata är en tvåvingeart som först beskrevs av Alexander 1961.  Thrypticomyia bigeminata ingår i släktet Thrypticomyia och familjen småharkrankar.
Artens utbredningsområde är Madagaskar. Inga underarter finns listade i Catalogue of Life.